# 장합

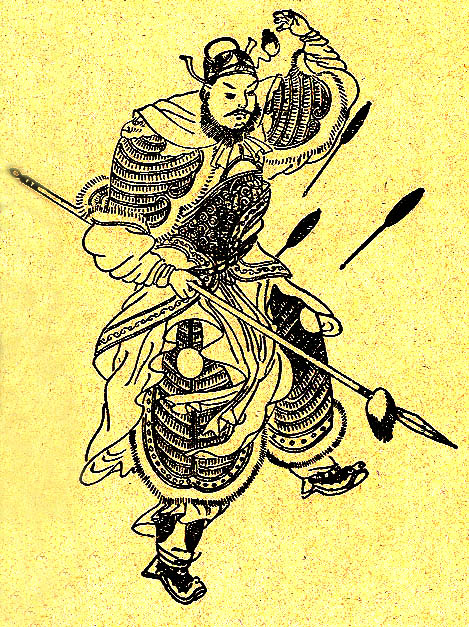
장합

장합(張郃, 151? ~ 231년)은 중국 후한 말 ~ 삼국시대 위나라의 장군으로 자는 준예(儁乂)이며 기주 하간국 막현(鄚縣) 사람이다. 오자양장 중의 한 명이다.
그는 위나라 장수들중 유일하게 제갈량의 북벌군을 모두 막아낸 명장이기도 하다.
배잠론(裴潛論)에서 장합은 기주목 한복 밑에 있었는데 한복이 원소군에 합병하면서 자연스럽게 원소 휘하로 들어가게 되었다. 장합은 수많은 공을 세우며 원소군의 주요한 위치에까지 올라가게 되었으며 후에 조조 휘하에 들어가면서 지장(智將)으로 명성을 얻었다고 평했다.

## 생애

### 원소의 수하시절
젊은 시절에 황건적의 난에서 반란군 진압의 모병에 응하여 한복(韓馥)의 휘하에서 활약하였다. 한복의 몰락 후에는 원소(袁紹)을 섬겨 교위(校尉)에 임명되었다. 공손찬(公孫瓚)과의 싸움 등에서 활약한 공적으로 영국중랑장(寧國中郞將)까지 출세하였다.
200년, 관도대전(官渡)의 오소(烏巢) 공방전에서 조조(曹操)의 군세는 강하므로, 오소를 지키는 순우경(淳于瓊)에게 원군을 보내야 한다고 원소에게 진언하였으나, 동료인 곽도(郭圖)는 반대하며 조조의 본진을 공격하는 것이 좋다고 진언하였다. 장합은 조조군의 본진을 간단히 함락시킬 수 없다고 이견을 내었으나, 원소는 경기병만을 오소의 원군으로 보내고, 대군으로 조조군의 본진을 공격하게 했다. 하지만 원소와 곽도의 예상과는 반대로 오소가 먼저 조조에게 넘어갔다. 순우경이 패했다는 소식을 접한 장합은 고람(高覽)과 함께 원소를 배신하여 그를 공격하고 진영을 불태운 뒤 조조에게 투항하였다. 이로 인해 총대장의 생사마저도 불확실해진 원소군은 대혼란에 빠져 사실상 붕괴되었다.

### 조조의 휘하가 되다
조홍(曹洪)과 순유(荀攸)는 조조에게서 본진의 수비를 임명받아 지키고 있었다. 조홍은 장합의 항복을 괴이하게 여기고 받아들이지 않으려 했으나, 순유는 “장합이 항복하는 것은 자신의 계략이 채택되지 않은 것에 분노해서 항복하는 것입니다.”라고 말하고 장합을 맞이하게 했다. 또한 순우경의 패배가 자신의 잘못이라 느낀 곽도가 “장합은 패배를 기뻐하고, 불손한 말을 내뱉었습니다.”라고 참언을 했기 때문에 장합은 후환이 두려워 조조에게 항복했다는 설도 있다. 조조는 장합의 항복을 기뻐하고 “오자서(伍子胥)는 자신이 잘못된 군주를 섬긴 것을 뒤늦게 알았기 때문에 불행한 최후를 맞이했다. 그대가 나에게 항복한 것은 미자계(微子啓)가 은나라를 배신하고 주나라를 섬긴 것과, 한신이 항우를 버리고, 유방을 섬긴 것처럼 올바르고 정당한 행동이다.”라고 극찬하며 편장군(偏將軍)에 임명하고 도정후(都亭侯)에 임명했다.
그 후 조조 휘하의 장군으로서 고람과 함께 원상(袁尙)과 원담(袁譚)과의 싸움에서 공적을 쌓았고, 207년 오환(烏丸)과의 전투에서는 장료(張遼)와 더불어 선봉을 맡아, 그 공적으로 평적장군(平狄將軍)에 임명되었고, 이후에도 각지의 전투에 참여했다.

### 촉한과의 대결
211년부터 마초(馬超)와 한수(韓遂)의 연합군과의 싸움에서도 양추(楊秋)를 항복시키는 등 공적을 세웠다. 215년 장로(張魯)와의 싸움에서도 주령(朱靈)과 함께 저족을 격파하여 본군이 이동할 길을 만들어냈다. 장로는 조조에게 항복하고, 장합은 하후연(夏侯淵)과 함께 한중의 수비를 맡았다(총대장은 하후연). 장합은 하후연에게 촉 정벌을 건의하지만 조홍의 반대로 인해 군령장을 쓴 후 비로소 3만 군을 이끌고 촉의 파군 지역으로 진출한다. 파동(巴東), 파서(巴西)의 두 군을 항복시키고, 그곳 주민을 한중으로 이동시켰지만, 촉에서 출전한 장비에게 격퇴당했다. 장합은 먼저 고지대를 선점하였으나, 산 아래 진을 치고 보급로를 끊은 장비에 패해 전군을 잃고 곽회와 더불어 몇몇 수하만을 데리고 한중으로 돌아간다. 출전하기 전 써놓은 군령장으로 인해 처형을 당할 위기에 놓이나, 조조가 직접 사면령을 내려 처벌을 면하게 된다.
219년, 하후연은 유비(劉備)군의 황충(黃忠)에게 쓰러졌다. 총대장을 잃어버린 위군은 혼란에 빠졌다. 그때 하후연의 막료였던 곽회(郭淮)가 “장합 장군은 국가의 명장으로서, 적장인 유비도 두려워 하고 있다. 이 사태는 장합 장군 없이는 타개할 수 없을 것이다.”라고 전군에게 명령하여 장합을 총대장으로 선별하였다. 장합은 전군을 격려하여 동요을 가라앉히자, 모든 장수도 또한 장합의 명령에 따랐다. 그 후 조조가 직접 한중에 도착하여 유비군과 대치하게 되었지만, 대규모 충돌은 일어나지 않았고, 조조는 한중에서 철수했다. 장합은 한중과 장안(長安)의 중간에 있는 진창(陳倉)에 주둔하였다.
220년, 조조의 아들 조비(曹丕)가 왕위에 오르자, 좌장군(左將軍)으로 임명되었고, 제위에 오르자 막후(鄚侯)에 봉해졌다. 그 후에도 조진(曹眞)과 함께 노수호(盧水胡)와 동강(東羌)을 토벌하고, 오(呉)와의 싸움에서 공적을 세웠다. 조진, 하후상(夏侯尙)등과 함께 오의 강릉(江陵)을 공격할때, 함대를 통솔하여 손성(孫盛)을 격파하고 장강(長江) 중주(中州)의 요새를 점령하였다.
228년의 가정 전투(街亭)에서, 촉한(蜀漢)의 제갈량(諸葛亮)이 이끄는 북벌군의 선봉대장 마속(馬謖)은 산에 포진하고 요새를 세우지도 않자, 장합은 마속을 산 아래에서 포위한 뒤 마속군의 식수로를 끊은 후 공격하여 크게 격파했고, 촉한군은 철수했다. 그리고 촉한군에게 항복한 천수(天水), 남안(南安),안정(安定)의 삼군을 평정하였다. 이 전공으로 식읍이 1,000호 증가하여, 예전것과 합쳐 4,300호가 되었다. 후에 정서거기장군(征西車騎將軍)에 임명되었다.

### 최후
231년, 제갈량이 이끄는 촉한의 군세가 기산(祁山)에서 전면 철수를 개시할 때, 근처 낙양(略陽)에 있던 사마의(司馬懿)는 장합에게 추격을 명하였다. 《위략》에 따르면, 장합은 “군법에도 적을 포위할 때에도 항상 한쪽을 열어두어야 한다고 했습니다. 궁지에 빠져 퇴각하는 군대를 추격하는 일은 할 수 없습니다.”라고 발언하였으나 사마의는 듣지 않았다. 별수 없이 출격한 때에, 촉군의 복병에게 공격을 받았다. 교전 중 오른쪽 무릎(《위략》에서는 오른쪽 장딴지)에 화살을 맞아 그것이 원인이 되어 과다출혈로 사망하였다. 당시 위의 황제 조예(曹叡; 명제(明帝))는 역전의 노장인 장합의 타계를 깊이 슬퍼하여 장후(壯侯)란 시호(諡號)를 주었다.

## 인물
장합은 변화의 법칙을 잘 깨우치고 있었으며, 진영의 통솔에 능하고, 상황이나 지형을 고려하여 계략을 만들곤 하였다고 한다. 그렇기 때문에 제갈량 이하의 촉의 장병은 모두 장합을 두려워 하였다 한다. 또한 유학자를 고용하여 큰일이 있을 때마다 동향의 비담(卑湛)을 천거하기도 했다.

## 정서거기장군(征西車騎將軍)에 대해서
장합이 임명된 정서거기장군이라는 관위는 《삼국지》 장합전(張郃傳)에서만 등장하는 것으로, 정동거기장군(征東車騎將軍)이나 정남거기장군(征南車騎將軍) 등의 예는 찾아볼 수 없다. 그 때문에 이 기술에 대해서는, ‘표기가 틀렸다,’ ‘정서의 명을 잇는 거기장군(車騎將軍)이라는 의미일 것이다.’ 등의 지적이 있다. 즉 진서(晋書) 선제기(宣帝紀)에서 장합은 거기장군(車騎將軍)이라고 기록되어 있다.

## 장합의 친족관계
합(郃)┳웅(雄)

　　　┣　□

　　　┣　□

　　　┣　□

　　　┗　□

## 같이 보기
- 오자양장
- 삼국지 인물 목록
- 진수 (서진)
- 나관중
- 배송지